# George Percival Burchill
Pour les articles homonymes, voir Burchill.
George Percival Burchill (né le 3 novembre 1889 et mort le 22 août 1977) est un homme d'affaires et homme politique canadien.

## Biographie
George Percival Burchill naît le 3 novembre 1889 à Nelson le fils de George Burchill et de Bridget Percival (aujourd'hui un quartier de Miramichi), au Nouveau-Brunswick. Il  fut  d'abord étudiant à l'école de la paroisse et à la grammar schoold de Chatham.Puis, il suibit des études à l'Université du Nouveau-Brunswick, obtient un baccalauréat en sciences et devient marchand de bois.
Il épousa à Bushville Eliza Bacon Wilkinson le 4 janvier 1882, avec qui il eut 3 enfants, deux filles et un garçon.
Il brigue le siège de député fédéral de la circonscription de Northumberland en 1930 mais est battu par George Manning McDade.
Il est nommé sénateur libéral sur avis de William Lyon Mackenzie King le 19 avril 1945 et le reste le 19 août 1977. Il meurt trois jours plus tard, le 22 août 1977.